# Semecarpus cuneiformis
Semecarpus cuneiformis är en sumakväxtart som beskrevs av Francisco Manuel Blanco. Semecarpus cuneiformis ingår i släktet Semecarpus och familjen sumakväxter. Inga underarter finns listade i Catalogue of Life.